# Schlatt (Hechingen)
Schlatt is een plaats in de Duitse gemeente Hechingen, deelstaat Baden-Württemberg, en telt 815 inwoners.

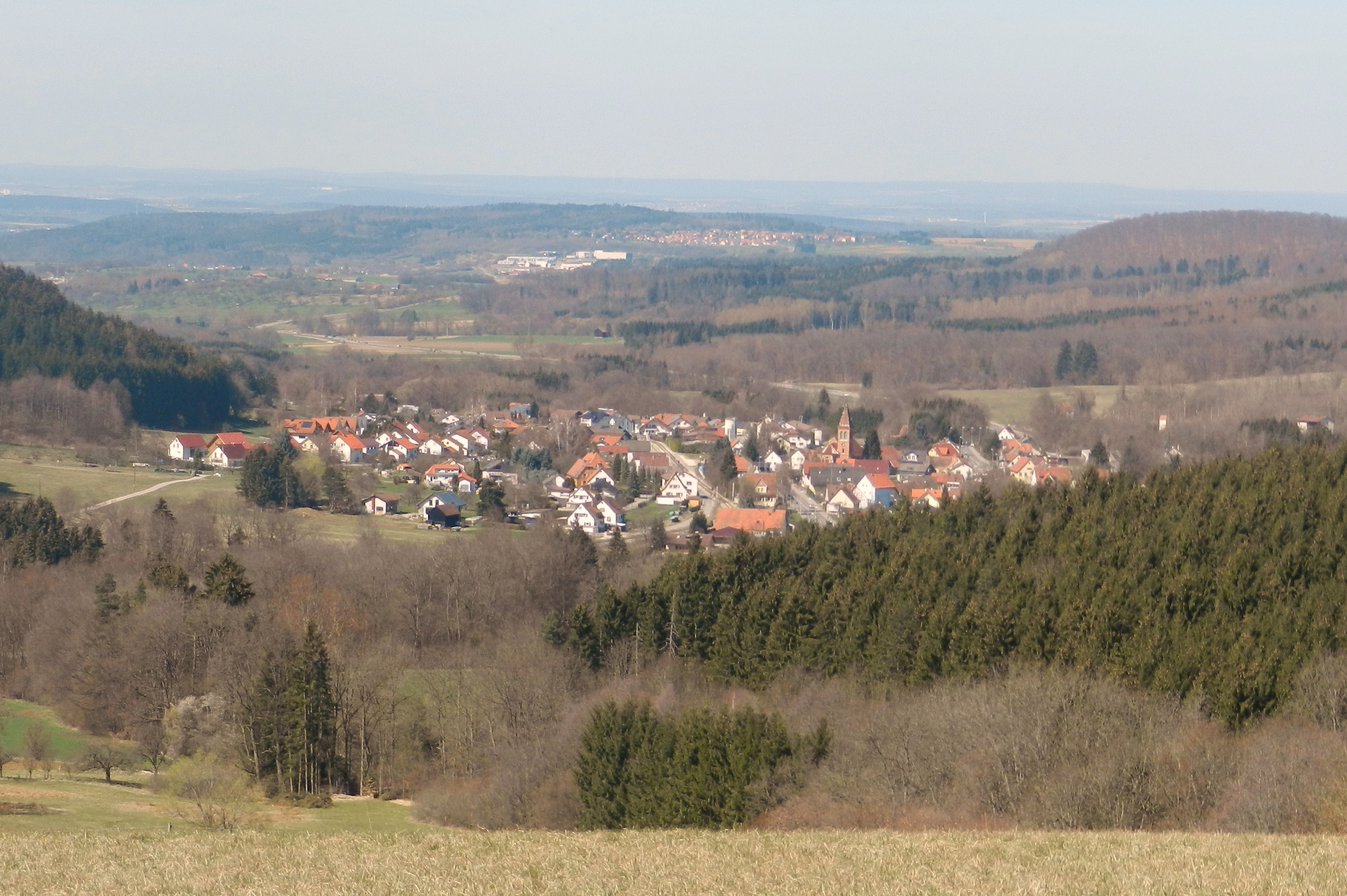
Schlatt